# Église de l'Ascension de Štavalj
Pour les articles homonymes, voir Église de l'Ascension.
L'église de l'Ascension de Štavalj (en serbe cyrillique : Црква Вазнесења Христовог у Штављу ; en serbe latin : Crkva Vaznesenja Hristovog u Štavlju) est une église orthodoxe serbe située à Štavalj, dans le district de Zlatibor et dans la municipalité de Sjenica en Serbie. Elle est inscrite sur la liste des monuments culturels protégés de la république de Serbie (identifiant no SK 1658),.

## Présentation
L'église a été construite sur le site d'un ancien lieu de culte entre 1873 et 1877.
Bâtie sur un plan basilical, elle se présente comme un bâtiment massif à base allongée surmonté d'un haut dôme octogonal.
L'intérieur, doté d'une voûte semi-circulaire, est divisé en trois parties, ce qui correspond à l'organisation basilicale de l'espace. Les façades sont rythmées par des niches peu profondes encadrées de pilastres en pierre ; la pierre se trouve sur les pilastres d'angle, les portails et les grandes ouvertures des fenêtres cintrées.
L'église constitue un exemple de l'architecture sacrée du XIXe siècle dans les régions sous domination ottomane.